# ایستگاه راه آهن بیینا ای وی
ایستگاه راه آهن بیینا آ وی (Villena Alta Velocidad) یک ایستگاه راه آهن است که به شهر اسپانیایی بیینا در جامعه والنسیا خدمات می‌دهد. این ایستگاه در ۶ کیلومتر (۳٫۷ مایل) از مرکز شهر، توسط سیستم راه‌آهن پرسرعت ای‌وی‌ئی اسپانیا، در شبکه راه‌آهن پرسرعت مادرید-لوانته واقع شده‌است. این ایستگاه در سال ۲۰۱۳ با هزینه ۱۱٫۵ میلیون یورو ساخته شد.